# Stazione di Rignano Garganico
La stazione di Rignano Garganico era una stazione ferroviaria posta sulla Ferrovia Adriatica. Posta in aperta campagna, nel territorio comunale di Foggia, prende nome dal centro abitato di Rignano Garganico che dista 24 km.

## Storia
Fino al 1º dicembre 1914 la stazione era denominata «Motta di Foggia»; in tale data assunse la nuova denominazione di «Rignano Garganico».